# Суня
Суня (хорв. Sunja) — населений пункт і громада в Сисацько-Мославинській жупанії Хорватії.

## Населення
Населення громади за даними перепису 2011 року становило 5748 осіб, 1 з яких назвала рідною українську мову. Населення самого поселення становило 1412 осіб.
Динаміка чисельності населення громади:
Динаміка чисельності населення центру громади:

## Населені пункти
Крім поселення Суня, до громади також входять: 
- Бестрма
- Бистрач
- Блиньська Греда
- Бобоваць
- Брджани-Цеста
- Брджани-Коса
- Црквений Бок
- Чапляни
- Четвртковаць
- Доня Летина
- Доній Храстоваць
- Дрляча
- Горня Летина
- Градуса-Посавська
- Греда-Суньська
- Іваньський Бок
- Ясеновчани
- Киняцька
- Кладарі
- Костреші-Шаські
- Кривай-Суньський
- Мала Градуса
- Мала Паукова
- Новоселці
- Папичі
- Петриньці
- Побрджани
- Радоня Лука
- Селище-Суньсько
- Сєвероваць
- Словинці
- Стаза
- Стрмен
- Шаш
- Тимарці
- Ново Полє
- Велика Градуса
- Вукошеваць
- Жреме

## Клімат
Середня річна температура становить 11,05 °C, середня максимальна – 25,85 °C, а середня мінімальна – -6,31 °C. Середня річна кількість опадів – 942 мм.
| Клімат поселення                              | Клімат поселення | Клімат поселення | Клімат поселення | Клімат поселення | Клімат поселення | Клімат поселення | Клімат поселення | Клімат поселення | Клімат поселення | Клімат поселення | Клімат поселення | Клімат поселення | Клімат поселення |
| Показник                                      | Січ.             | Лют.             | Бер.             | Квіт.            | Трав.            | Черв.            | Лип.             | Серп.            | Вер.             | Жовт.            | Лист.            | Груд.            |                  |
| Середній максимум, °C                         | 6,96             | 9,16             | 13,68            | 18,08            | 22,60            | 25,85            | 25,18            | 24,38            | 20,77            | 15,62            | 10,20            | 5,79             |                  |
| Середня температура, °C                       | 0,33             | 2,51             | 7,05             | 11,43            | 15,95            | 19,20            | 20,88            | 20,08            | 16,46            | 11,33            | 5,91             | 1,49             |                  |
| Середній мінімум, °C                          | −6,31            | −4,12            | 0,41             | 4,79             | 9,31             | 12,56            | 16,60            | 15,80            | 12,18            | 7,03             | 1,61             | −2,8             |                  |
| Норма опадів, мм                              | 59               | 56               | 65               | 78               | 83               | 94               | 84               | 86               | 84               | 87               | 93               | 73               |                  |
| Середньомісячна швидкість вітру, м/с          | 1.70             | 1.90             | 2.30             | 2.20             | 2.00             | 1.80             | 1.80             | 1.62             | 1.60             | 1.70             | 1.70             | 1.70             |                  |
| Середньомісячна сонячна радіація, кДж/м²·день | 4269             | 7028             | 10821            | 15282            | 19562            | 21622            | 22776            | 19807            | 14623            | 9059             | 4814             | 3538             |                  |
| --------------------------------------------- | ---------------- | ---------------- | ---------------- | ---------------- | ---------------- | ---------------- | ---------------- | ---------------- | ---------------- | ---------------- | ---------------- | ---------------- | ---------------- |
| Джерело:                                      |                  |                  |                  |                  |                  |                  |                  |                  |                  |                  |                  |                  |                  |